# 獸刑

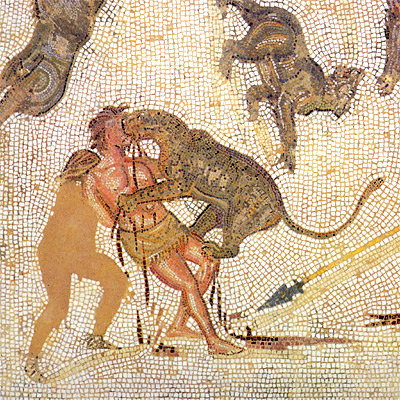
羅馬時期的案例示意圖：豹將受刑人啃咬並食之肉

獸刑（拉丁語：Damnatio ad bestias）是一種執行死刑的方式，指利用猛獸将受刑人咬死甚至捕食。

## 歷史
公元前7世紀，亞述國王亞蘇巴尼巴爾曾經把他的囚犯扔給巨犬。獸刑於公元1世紀由亞洲傳至古羅馬，主要用於處決窮凶極惡的罪犯和早期基督教徒。